# Дитрих I Фламенс
Дитрих I Фламенс (на немски: Dietrich I Flamens; на нидерландски: Diederik van Heinsberg, Diederik (I) Flamens, Dirk van de Veluwe; на латински: Theodericus; * ок. 1030; † 19 октомври 1082, замък Буйон) от род Фламенсес, е граф на Васенберг, 1076 г. граф в Бетюве, Маасгау, Тайстербант (1078), фогт в окръг Бре (1079), родоначалник на графовете на Гелдерн.

## Биография
Той е син на граф Герхард I Фламенс († сл. 1053).
През 1082 г. Дитрих I е затворен от херцога на Долна Лотарингия Годфроа дьо Буйон в замък Буйон, където умира на 19 октомври 1082 г. Погребан е в абатството Св. Хуберт.

## Деца
Дитрих I Фламенс има трима сина и една дъщеря:
- Герхард I († 1138), граф на Васенберг, първи граф на Гелдерн, женен сл. 1086 г. за Клеменция Аквитанска († 4 януари 1142)
- Хайнрих фон Крикенбек († 5 октомври 1118), граф на Крикенбек, женен за ван Кесел
- Госвин I (* 1058; † 1 април 1128), от 1085 г. господар на Хайнсберг, по-късно и на Фалкенбург, женен за Ода фон Валбек († 1152)
- дъщеря, омъжена за Рудолф I фон Майнерсен († сл. 1143)